# Oberpfälzisch-Obermainisches Hügelland

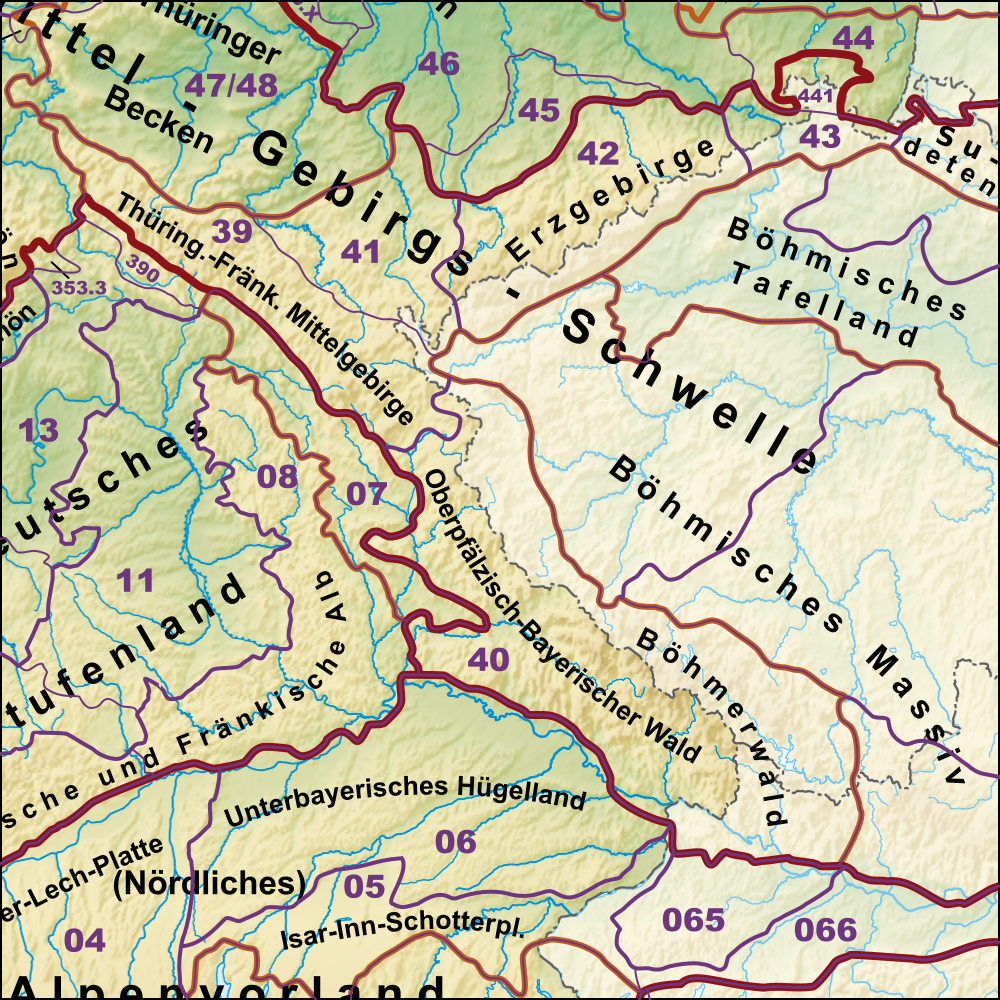
Lage des Oberpfälzisch-Obermainisches Hügellandes (07)

Mit Oberpfälzisch-Obermainisches Hügelland (auch: Oberpfälzisch-Obermainisches Hügel- und Bergland) wird die muldenartige Hügellandschaft zwischen der Fränkischen Alb im Südwesten und (von Nordwest nach Südost) Frankenwald, Fichtelgebirge und Oberpfälzer Wald im Nordosten bezeichnet.
Die in Nordwest-Südost-Richtung etwa 170 km lange, jedoch nur 7 bis 35 km breite Landschaft liegt in der Hauptsache in den bayerischen Regierungsbezirken Oberfranken und Oberpfalz, zu kleinen Teilen jedoch auch im thüringischen Landkreis Sonneberg. Bekannteste Orte sind (von Nordwest nach Südost) Sonneberg (äußerster Nordostrand), Kulmbach, Marktzeuln nahe Lichtenfels (als Nordwestgrenze), Bayreuth, Weiden (Ostrand), Amberg und Schwandorf.

## Naturräumliche Zuordnung und Gliederung
Das Oberpfälzisch-Obermainische Hügelland stellt nach dem Handbuch der naturräumlichen Gliederung Deutschlands eine naturräumliche Haupteinheitengruppe dar. Gemeinhin wird es als Teil des Südwestdeutschen Stufenlandes angesehen, jedoch gibt es auch Einstufungen, die es – genau wie die südwestlich und nordöstlich begrenzenden Großlandschaften/Mittelgebirge – als eigenständige Großlandschaft 2. Ordnung auffassen, die sich in nur zwei Haupteinheiten (dreistellig) aufteilt. Da in der Feingliederung 1:200.000 Blatt 154/155 Bayreuth nicht erschienen ist, existiert eine komplette tiefergehende Gliederung nur vom Bayerischen Landesamt für Umwelt (LfU), und zwar erst seit den 2000er Jahren. Der einzige nach Thüringen übergreifende Unter-Naturraum, das Neustadt-Sonneberger Becken, wird in dieser Einteilung zwar den Sandsteinrücken einverleibt, es ist jedoch auf Blatt 141 Coburg abgegrenzt und gegliedert worden. Die Naturräume (nachgestellte Buchstaben) gliedern sich teilweise in mehrere einfach zusammenhängende Segmente, die nach der Reihenfolge ihrer Listung bei LfU (meistens von Südost nach Nordwest) durch nachgestellte Ziffern sortiert sind, die jedoch bei LfU nicht genannt werden – ebenso wenig wie die Namen der Segmente. Bei Naturräumen, die in Einzelblättern gegliedert wurden, wird eine ungefähre Übersetzung in jene Naturräume vorgenommen (siehe naturräumliche Gliederung in den Haupteinheitenartikeln).
Das Oberpfälzisch-Obermainische Hügelland wird wie folgt in Haupteinheiten und in Untereinheiten nach LfU eingeteilt:
- 07 (=D62) Oberpfälzisch-Obermainisches Hügelland
  - 070 Oberpfälzisches Hügelland (10 Naturräume, 12 Segmente)
    - 070-A Rodinger Hügelland [≈ 070.001 Trübenbacher Kreidesenke; Südostteil von 070.00 Rodinger Winkel][4] (19,62 km²)
    - 070-B Freihöls-Bodenwöhrer Senke mit Rodinger Forst [≈ 070-01–05/06 Amberg-Freihöls-Bodenwöhrer Kreidebucht][5][4] (263,57 km²)
    - 070-C Nittenauer Regental [≈ Zentrum von 070.41 Nittenauer Bucht][5] (6,69 km²)
    - 070-D Schwandorfer Höhenzug um Schwandorf [≈ 070.3 Restberge des Pittersberger Sattels][5] (2 Segmente, zusammen 25,7 km²)
      - 070-D1 Schwandorfer Weinberg[5] und Wackersdorf-Meldauer Höhenzug[5], von Schwandorf über Wackersdorf bis Bruck [≈ 070.31 + 070.32][5] (50,64 km²)
      - 070-D2 Pittersberger Restsattel[5], bei Pittersberg} [≈ 070.30][5] (20,06 km²)

    - 070-E Pennading-Schmidgadener Halbgraben [≈ Pennading-Schmidgaden-Stulln-Weidinger Graben][5] (83,23 km²)
    - 070-F Hirschauer Bergländer, um Hirschau [≈ 070.2 Hahnbacher Sattel und Hahnbacher Mulde[5] + Hirschau-Schnaittenbacher Senke[6] + Kohlberger Höhenrücken[6] + Weidener Becken][6] (520,58 km²)
    - 070-G Grafenwöhrer Hügelland, mit Eschenbach im Norden, Grafenwöhr im Zentrum und Vilseck am Südrand [≈ Tal der Creußen + Truppenübungsplatz Grafenwöhr + Vilsecker Kreidegrund[6]] (462,03 km²)
    - 070-H Nordöstliche Oberpfälzer Senke, bei Kemnath, Neustadt am Kulm und  Pressath (286,07 km²)
    - 070-I Hessenreuther Kreiderücken, um (Pressath)-Hessenreuth (100,04 km²)
    - 070-J Schwandorfer Bucht und Nittenauer Bucht [≈ 070.4 Pittersberger Ausraummulde ohne Regental][5] (2 Segmente, zusammen 165,78 km²)
      - 070-J1 Südliche Nittenauer Bucht [≈ Süden von 070.41 Nittenauer Bucht][5] (8,08 km²)
      - 070-J2 Schwandorfer Bucht und Norden der Nittenauer Bucht [≈ 070.40 Schwandorfer Bucht + Norden von 070.41 Nittenauer Bucht][5] (157,70 km²)

  - 071 Obermainisches Hügelland (5 Naturräume, 16 Segmente)
    - 071-A „Keuper-Lias-Gebiet“ (5 Segmente, zusammen 730,37 km²)
      - 071-A1 Weidenberger Becken[7][8], bei Weidenberg (10,81 km²)
      - 071-A2 Nordöstliches Vorland der Nördlichen Frankenalb[9], von Creußen über Bayreuth bis Lichtenfels [≈ 071.0][9] (528,37 km²)
      - 071-A3 Himmelkroner Keuper-Lias-Gebiet[7], bei Himmelkron (67,64 km²)
      - 071-A4 Burgkunstädter Keuper-Lias-Gebiet [≈ 071.20 Gärtenroth-Veitlahmer Hügelland + 071.21 Burkersdorfer Rhätolias-Hügelland + 071.31 Kirchleuser Platte][9] (109,61 km²)
      - 071-A5 Schmölzer Zwickel[9], bei Schmölz [≈ 071.22 ][9] (13,94 km²)

    - 071-B „Muschelkalkzug“ (4 Segmente, zusammen 134,84 km²)
      - 071-B1 Bindlacher Muschelkalkzug[7], bei Bindlach (47,29 km²)
      - 071-B2 Stadtsteinacher Muschelkalkzug[7], bei Stadtsteinach (73,36 km²)
      - 071-B3 Kronacher Muschelkalkriedel[7], nördlich von Kronach (12,54 km²)
      - 071-B4 Friesener Weinberg[7], nordwestlich von Friesen (1,65 km²)

    - 071-C „Sandsteinrücken“ (5 Segmente, im engeren Sinne 4; Letztere 147,94 km²)
      - 071-C1 Kulmbach-Harsdorfer Sandsteinrücken[7], von Kulmbach bis Harsdorf (50,29 km²)
      - 071-C2 Kronach-Kulmbacher (Bunt-)Sandsteinrücken[9], von Kronach bis Kulmbach [≈ 071.32][9] (46,30 km²)
      - 071-C3 Reitsch-Kronacher Sandsteinriedel[7], von Reitsch bis Kronach (14,56 km²)
      - 071-C4 Kronach-Mitwitzer Plateau[9] (sowie Burggruber Pforte[9] und Rotheuler Hügelland[9], Neustadt-Sonneberger Becken) [≈ 071.30 + 071.53][9] (36,79 km² plus (13,56 + 8,34) km² im Neustadt-Sonneberger Becken)
      - 071-C5 Westliches Neustadt-Sonneberger Becken[9] inklusive Muppberg [≈ 071.50–52][9] (37,72 km²)

    - 071-D Steinach-Rodach-Talsystem [≈ 071.10 Redwitzer Talgeflecht][9] (34,37 km² plus 8,93 km² in der Linder Lösslehm-Ebene[9], Neustadt-Sonneberger Becken)
    - 071-E Obermaintal [≈ 071.11 Burgkunstadt – Kulmbach Maintal][9] (37,77 km²)
    - 071.5 Neustadt-Sonneberger Becken[9], bei Neustadt und Sonneberg (68,55 km² in Bayern, weitere etwa 77 km²[10] im Kreis Sonneberg, Thüringen)

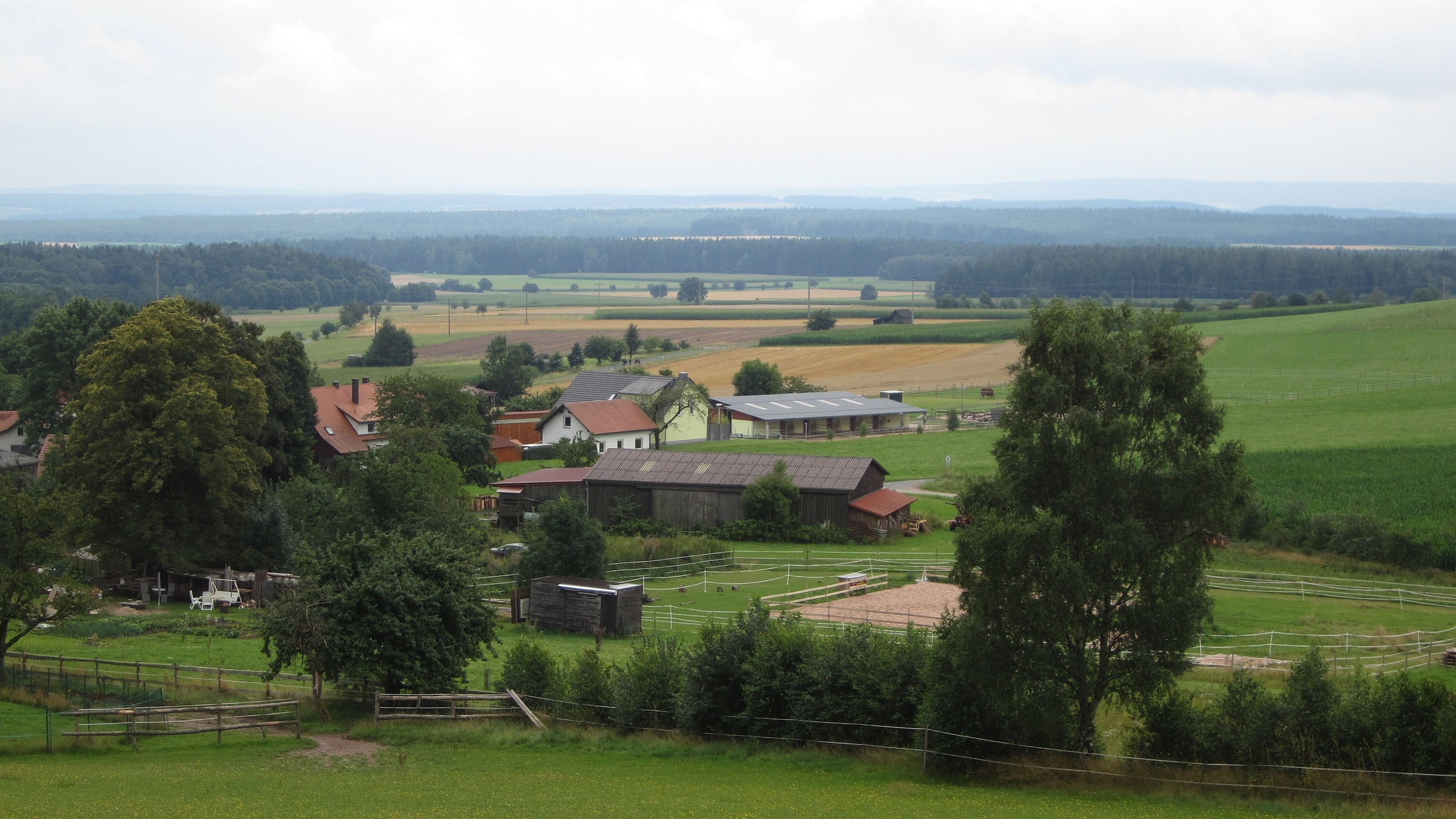
Blick auf das oberpfälzische (links) und obermainische (rechts) Hügelland

Teilungslinie zwischen beiden Landschaften ist in der Hauptsache die Wasserscheide zwischen Main (Norden) und Naab (Süd).
Das Oberpfälzische Hügelland enthält praktisch alle Gesteinsalter zwischen Perm und Jetztzeit, während die anstehenden Gesteine des Obermainischen Hügellandes überwiegend aus Lias (Schwarzem Jura) und Dogger (Braunem Jura) bestehen.